# 莫罗戈罗区
莫罗戈罗区是坦桑尼亞的一個地區，下分七縣。總面積70,799平方公里，2002年人口1,759,809。首府莫羅戈羅。